# Amber Bondin
Amber Bondin, eller blot Amber (født 26. maj 1991) er en maltesisk sangerinde, der repræsenterede Malta ved Eurovision Song Contest 2015 med nummeret "Warrior".

## Biografi
Amber deltog som solist i den maltesiske forhåndsudvælgelse til Eurovision Song Contest i både 2011, 2012, 2013 og 2014. I 2012 var hun tillige korsanger for den maltesiske solist i Eurovision Song Contest 2012, Kurt Calleja.
Den 22. november 2014 vandt hun den maltesiske udvælgelse til Eurovision Song Contest 2015 i Wien med nummeret "Warrior", som er skrevet af Elton Zarb og Muxu.